# Vinkeburen
Vinkeburen (Fries: Finkebuorren) is een voormalige buurtschap in de gemeente De Friese Meren, in de Nederlandse provincie Friesland. Vinkebure lag ten zuidoosten van Balk, tussen Sondel en Wijckel. De huidige weg De Vinkebuorren herinnert aan de buurtschap.
In 1853 werd de plaats op de kaart van Eekhoff vermeld als Finkeburen maar in hetzelfde jaar ook vermeld als Vinkeburen. De plaatsnaam zou kunnen verwijzen naar het feit dat er slechte turf (vink(e)) was bij de nederzetting (buren).
Even verderop ligt bij Sint Nicolaasga de aan de plaatsnaam verwante buurtschap Finkeburen.